# Città di Pietra di Zungri

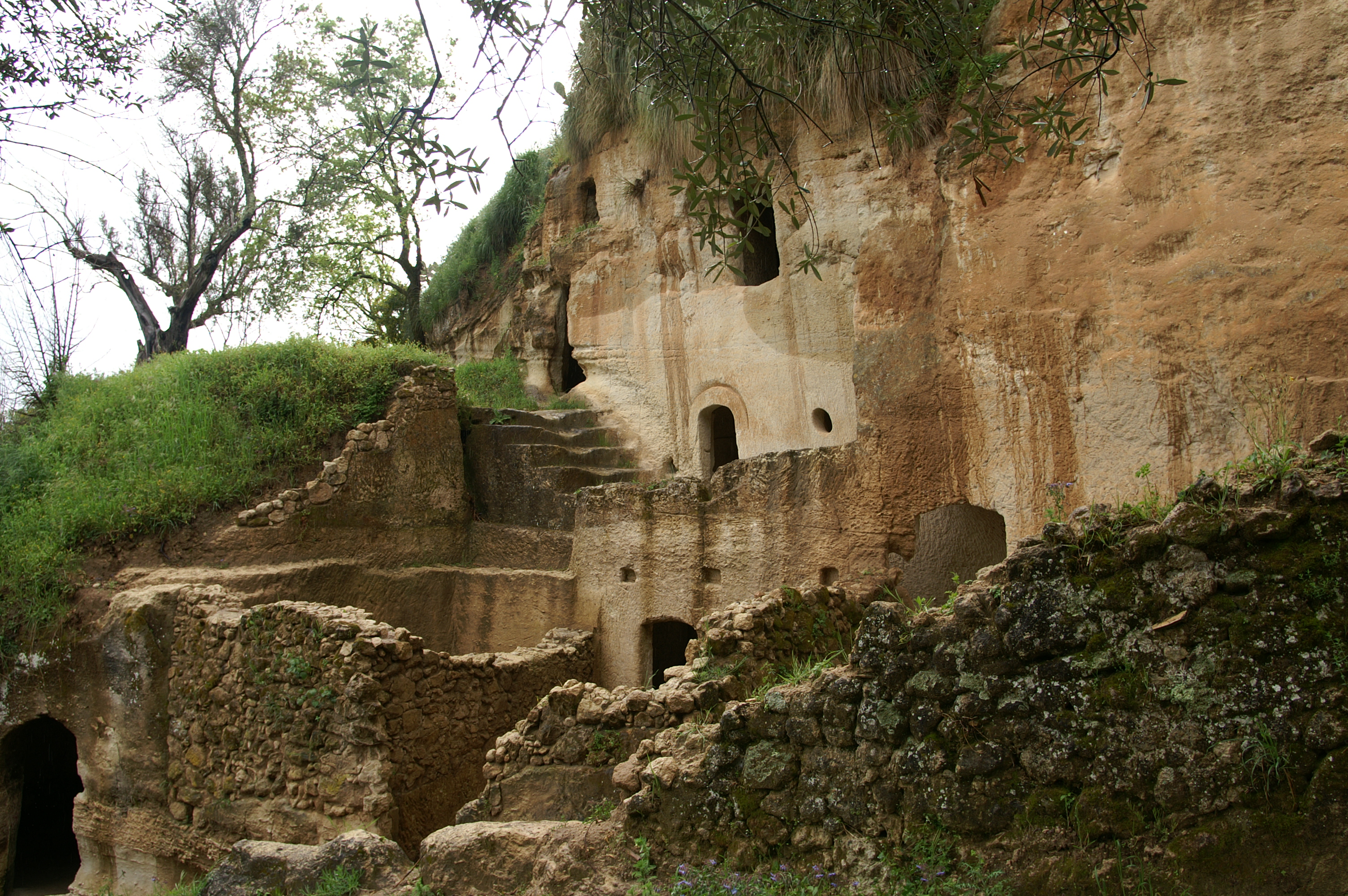
Città di Pietra di Zungri

La Città di Pietra di Zungri è un insediamento rupestre, detto anche "Grotte", situato nel Comune di Zungri, che ha una superficie di circa 3.000 mq e gli studi circa la sua origine sono tuttora in corso. Vi sono alcune ipotesi più accreditate: colonia fondata da popolazioni orientali, o avamposto produttivo/deposito del vicino Kastron di Mesiano. Modificato nel tempo, le tracce più antiche dell'area sembrano risalire al VIII-XII secolo. È costituito da decine di unità rupestri in parte scavate nella roccia e in parte edificate, a uso abitativo, per il ricovero di animali domestici, per la produzione di vino e calce, per l'immagazzinamento di granaglie. La Città di Pietra di Zungri è immersa in un ambiente naturale magico e pieno di fascino. L'area, per la sua straordinaria bellezza, è stata scelta di recente anche per diventare set cinematografico.

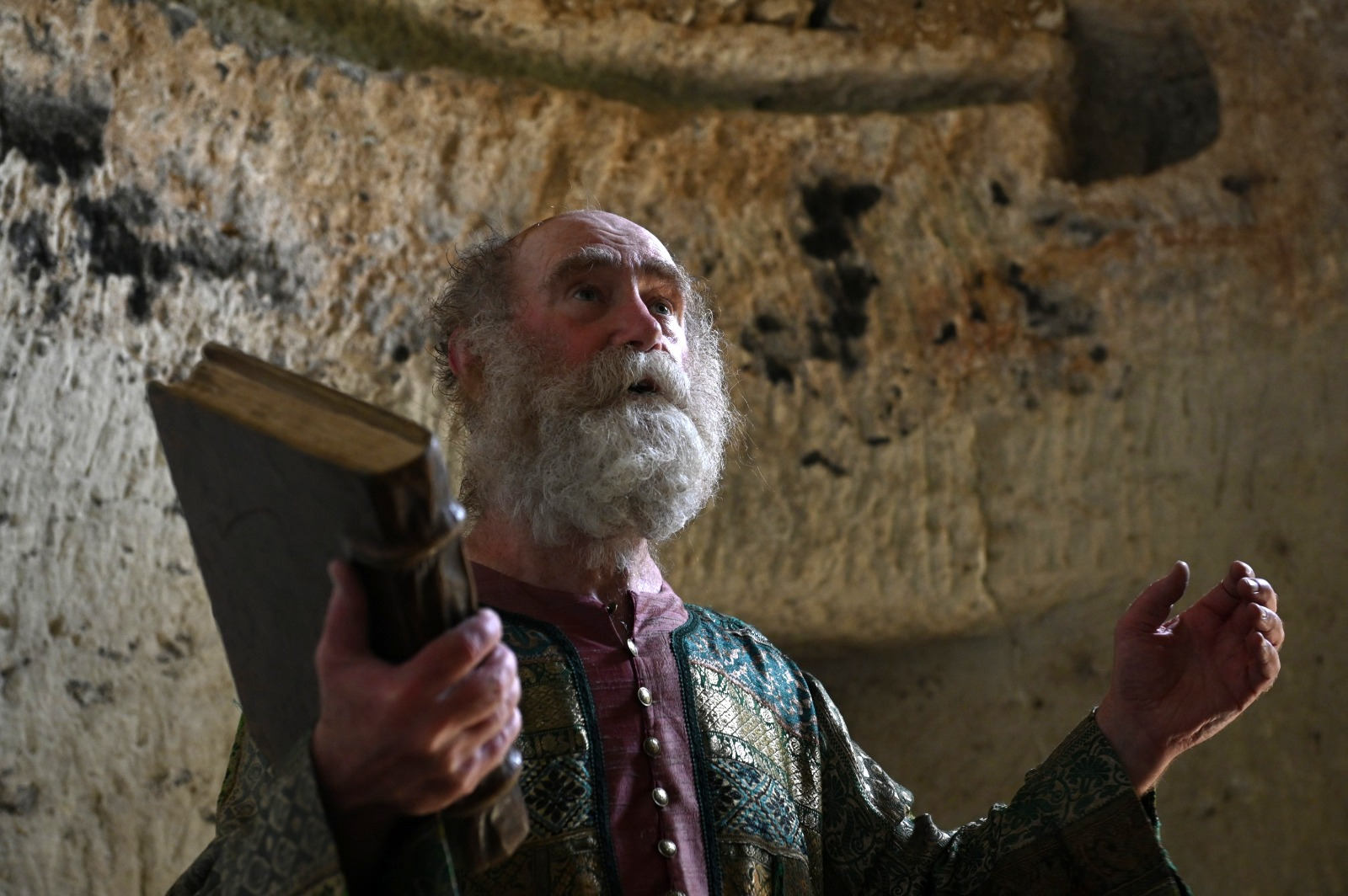
L'attore australiano-britannico Bill Hutchens sul set di Zungri

Alcune riprese del film su Gioacchino da Fiore Il Monaco che vinse l'Apocalisse di Jordan River sono state girate nella Città di Pietra di Zungri che si "trasforma" in Gerusalemme.